# 中国共产党中央委员会委员
中国共产党中央委员会委员，简称中共中央委员、中央委员、中委，由中国共产党全国代表大会选出，任期五年，组成中国共产党中央委员会，可以出席中国共产党中央委员会全体会议（中央全會），享有表决权。现行《中国共产党章程》规定中央委员必须有五年以上党龄。

## 历届中共中央委员
- 中国共产党第五届中央委员会委员列表
- 中国共产党第六届中央委员会委员列表
- 中国共产党第七届中央委员会委员列表
- 中国共产党第八届中央委员会委员列表
- 中国共产党第九届中央委员会委员列表
- 中国共产党第十届中央委员会委员列表
- 中国共产党第十一届中央委员会委员列表
- 中国共产党第十二届中央委员会委员列表
- 中国共产党第十三届中央委员会委员列表
- 中国共产党第十四届中央委员会委员列表
- 中国共产党第十五届中央委员会委员列表
- 中国共产党第十六届中央委员会委员列表
- 中国共产党第十七届中央委员会委员列表
- 中国共产党第十八届中央委员会委员列表
- 中国共产党第十九届中央委员会委员列表
- 中国共产党第二十届中央委员会委员列表

## 参看
- 中国共产党中央委员会候补委员